# Triops emeritensis
Triops emeritensis — вид прісноводних зяброногих ракоподібних з родини щитнів (Triopsidae).

## Поширення
Ендемік Іспанії. Зафіксований лише з двох ставків поблизу Ла-Альбуера в провінції Бадахос.